# 福州大学

福州大學廈門工藝美術學院鼓浪嶼校區

福州大学（Fuzhou University），简称“福大”，坐落于福建省福州市，是福建省人民政府与国家教育部共建高校，学校秉承“明德至诚 博学远志”的校训，属于国家“双一流”建设高校和国家“211工程”重点建设大学之一。学校创立于1958年，首任校长由时任福建省人民委员会副省长贾久民兼任，福州大学设有27个学院（包括独立学院和中外合作办学学院）和1家附属省立医院，现有全日制在校本科生39333人、博硕士研究生17730人；学科布局涵盖85个本科专业、39个硕士一级学科学位授权点、19个博士一级学科学位授权点，以及12个博士后科研流动站，现已发展成为一所以工为主、理工结合，理、工、经、管、文、法、艺等多学科协调发展的综合性重点大学。

## 校区
福州大学在福州有怡山校区、旗山校区、铜盘校区、晋江校区四个校区，在厦门鼓浪屿校区和集美校区两个校区，在泉州有泉港校区，总计七个校区。 怡山校区为“老校区”，是福州大学最早的校区，是2006年以前的办学主体；现为本科层次的福州大学独立学院至诚学院，地址为福州市工业路523号（此为东大门地址，另外学生日常出入较多的北大门在杨桥西路），与西禅寺毗连。现今，老校区主要为至诚学院所使用，除福州大学一些研究机构外，福州大学教学逐渐向新校区搬迁。
旗山校区为“新校区”，是在福州市重新规划城市片区后，为了适应新需要而于2004年后陆续兴建的，为现在的学校办学主体，地址为福州市闽侯县上街镇大学新区学园路2号。旗山校区至怡山校区可搭乘96路公交车，至市内可乘55路、97路、48路公交车，福州地铁2号线在旗山校区东门设有福州大学站。 
铜盘校区原为海洋学院（闽台合作）一二年级教学区。海洋学院迁至晋江校区后，铜盘校区成为旗山校区办学主体的扩展。其位于福州市软件园二期南侧五凤山麓，地址为福州市铜盘路软件大道89-1号。
福州大学晋江校区位于晋江市金井镇，按“两院两园”布局：“两院”即福州大学先进制造学院、福州大学海洋学院，均为全日制教育，可容纳学生4500名。“两园”即福州大学国家大学科技园晋江分园、福州大学大学生创业教育园，建成后可容纳创新创业型人才2500名。
鼓浪屿校区（老校区）和集美校区（新校区），设在福建省厦门市，为成立于1952年的福州大学厦门工艺美术学院校区。
泉港校区，2016年9月福州大学石油化工学院（2023年12月改名化工学院）入驻，位于泉州市泉港区前黄镇。

## 历史沿革

### 1958年~1966年
1957年福建省工业总产值低，工业基础薄弱。为了发展工业经济，培养高级工程技术人才，福建省委决定在福州西门外祭酒岭新建一所工科大学，并命名为福州大学。
1958年秋，福州大学筹备处成立。同时，先由厦门大学招收机械，电机，化工，矿冶等4个工科系的学生共634名。年内又增设了土建系和理科的数学，物理，化学等3系。
1960年2月工科58，59级各专业学生，7月底理科各专业学生先后从厦门大学搬至新建成的福州大学校舍。在福州大学初期建设的过程中，为避免办学力量分散而影响学校发展，经福州大学和厦门大学两校商定：厦门大学除调配一定数量的基础课程教师之外，尽量以整个专门化调迁为原则。厦门大学的整个电子物理专业及其电子管试制车间转入福州大学物理系。化学系以物理化学专业中的结构化学，分析化学一部分以及卢嘉锡带领物化专业研究生迁往福州大学。数学系的计算数学、应用数学、概率论与数理统计也迁到了福州大学。
1962年，因福建地处台海前线，省内的一些工厂相继关闭。社会上开始质疑福州大学是否应该继续办下去。鉴此，福州大学党委副书记，副校长张孤梅和副校长卢嘉锡等上书福建省委，请求福州大学继续办下去。经福建省委权衡利弊之后，于1962年7月正式下达通知：福州大学继续办下去，但要缩小规模，停办土建和矿冶两系以及电机系的工业企业电气化，数学力学系的力学等专业。至此，学校设有十个专业，每年招生不超过500人，其中理科学生不超过90人，全校学生规模为3000人左右。

### 1966年~1976年
1966年文化大革命爆发后，福州大学的正常教学和科研秩序受到了极大的破坏。时任福州大学党委书记的张孤梅被开除党籍（于1969年1月5日含冤病逝）。卢嘉锡副校长亦被隔离劳动，遭受迫害。在此期间，学校曾一度停止招生，直至1970年才恢复招生，后因福建师范学院和华侨大学停办，福州大学又增设教育系（1973年福建师范学院复办又回归该校）和土建系（后又有部分回归华侨大学）。

### 1978年至今
文革结束之后，通过拨乱反正，调整教学制度，学校各项工作取得了重大进展。位于厦门市的福州大学工艺美术学院于2000年正式并入福州大学。伴随着1999年成为国家“211工程“重点建设大学以及学校办学主体从怡山校区转至旗山校区，学校的面貌发生了巨大的变化。自福州大学建校以来，已培养了全日制博硕士研究生、本专科毕业生近20万人。2010年学校成为全国专业学位研究生教育综合改革试点单位，并成功跻身全国50所工程硕士研究生教育创新高校。
注：现在的福州大学与1951年8月改名的福州大学（现福建师范大学前身）属于不同的学校。

## 院系设置
截至2019年5月，学校设有21个学院（含1个独立学院和1个中外合作办学学院）。
- 电气工程与自动化学院
- 机械工程及自动化学院
- 数学与计算机科学学院
- 土木工程学院
- 环境与资源学院
- 生物科学与工程学院
- 外国语学院
- 物理与信息工程学院
- 建筑与城乡规划学院
- 紫金矿业学院
- 厦门工艺美术学院
- 材料科学与工程学院
- 法学院
- 至诚学院（独立学院）
- 海洋学院
- 应用技术与继续教育学院
- 马克思主义学院
- 人文社会科学学院
- 经济与管理学院
- 石油化工学院
- 化学学院
- 软件学院
- 梅努斯国际工程学院（中外合作办学学院）
- 海外教育学院
- 体育教学部

## 历任校长
- 贾久民：1958年—1978年
- 皇甫琳：1978年—1983年
- 卢嘉锡（名誉校长）：1981年—2001年
- 黄金陵：1983年—1992年
- 钱匡武：1992年—1999年
- 魏可镁：1999年—2002年
- 吴敏生：2002年—2010年
- 付贤智：2010年5月2023年12月
- 吴明红：2023年12月至今

## 校友
- 魏可镁，中国工程院院士，工业催化剂工程技术专家，福州大学教授、博士生导师。1965年毕业于福州大学化学系物理化学专业
- 吴新涛，中国科学院院士，物理化学（结构化学）家，中国科学院福建物质结构研究所研究员、学术委员会主任。1966年福州大学物理化学专业研究生毕业
- 王钦敏，欧亚科学院院士，致公党中央副主席，全国政协常委。1974年9月至1977年8月在福州大学地质采矿工程系学习
- 陈希，前中共中央组织部部长。现任中共中央党校（国家行政学院）校长（院长），曾任中国科协党组书记，常务副主席。历任清华大学党委书记、教育部副部长。
- 洪茂椿，中国科学院院士，无机化学家，中国科学院福建物质结构研究所研究员、所长。1978年毕业于福州大学化学系
- 林惠民，中国科学院院士，计算机软件与理论专家，中国科学院软件研究所研究员。1982年毕业于福州大学计算机科学系
- 范更华，福州大学副校长，中科院系统科学研究所研究员，离散数学研究中心主任，中科院数学与系统科学研究院学术委员会委员，图论与组合开放实验室主任，系统科学研究所学术委员会副主任，中国数学会组合数学与图论专业委员会主任，全国组合数学与图论学会理事长。1980年毕业于福州大学。
- 林金明，清华大学“长江学者”特聘教授
- 王钦敏，全国政协副主席，全国工商联主席，致公党中央常务副主席，毕业于福州大学地矿工程专业，曾任福建省政协副主席、福州大学副校长等职务。
- 梁绮萍，福建省政协主席、党组书记。中共十五大、十六大当选为中央纪律检查委员会委员，第四届中共福建省委委员，第八届福建省人大常委
- 雷春美，福建省政协副主席，福建省委统战部部长。
- 郭振家，福建省政协副主席，福建省新闻出版局局长。
- 叶双瑜，福建省委常委、秘书长，省直机关工委书记。曾任福州大学党委书记、福建省副省长。
- 李祖可，福建省政协副主席。
- 何明华，共青团福建省委书记
- 陈涛，共青团福建省委副书记
- 郭廷标，辽宁省原政协主席、党组书记，辽宁省省委常委、省政府常务副省长，省人大副主任。
- 梁建勇，莆田市委书记
- 黄维礼，福建省质量技术监督局局长
- 郑松岩，曾任中共福州市委副书记、市长。现任福建省省长助理。
- 陈为民，中共福州市委常委、政法委书记。
- 饶南湖，云南省玉溪市市长
- 陈景河，紫金矿业集团股份有限公司董事长。1982年毕业于福州大学地质采矿工程系
- 周振鹤，中国著名的历史地理学家。1963毕业于福州大学矿治系；1978年考入复旦大学读研究生，师从谭其骧院士；1983年获历史学博士学位，为中国首批两名文科博士之一。现任复旦大学中国历史地理研究所教授、博士生导师。